# 오장훈
오장훈(吳長勳, 1984년 5월 19일 ~ )은 전 KBO 리그 두산 베어스의 투수, 내야수이자, 현 서귀포시리틀야구단의 감독이다.

## 선수 시절

### 롯데 자이언츠시절
2007년에 육성선수로 입단하였다. 2009년에 정식 선수로 승격됐다. 2군 남부 리그에서 타점왕, 타격왕, 홈런왕을 달성하며 팀의 남부 리그 3연속 우승을 이끌었고, 그 해 한국프로야구선수협회가 개최하는 정기 총회에서 2009 올해의 2군 선수상을 수상했다.
2011년 11월 22일 2차 드래프트를 통해 두산 베어스로 이적했다.

### 두산 베어스시절
2015년 시즌 도중 투수로 전향했고, 9월 1일 확대 엔트리 시행 후 1군에 올라왔다. 9월 3일 NC 다이노스전에서 첫 등판해 1이닝 무실점을 기록했다.
2016년 10월 19일에 방출됐고, 은퇴를 선언한 후 귀향했다.

## 야구선수 은퇴 후
이후에는 야구계를 떠나서 가업을 이어받아 고향에서 감귤 농장을 운영 중이라고 한다.

## 출신 학교
- 서울영일초등학교
- 서울 영남중학교
- 서울 성남고등학교
- 홍익대학교

## 통산 기록
| 연도 | 팀명  | 타율  | 경기 | 타수 | 득점 | 안타 | 2루타 | 3루타 | 홈런 | 루타수 | 타점 | 도루 | 도실 | 볼넷 | 사구 | 삼진 | 병살 | 실책 |
| ---- | ----- | ----- | ---- | ---- | ---- | ---- | ----- | ----- | ---- | ------ | ---- | ---- | ---- | ---- | ---- | ---- | ---- | ---- |
| 2009 | 롯데  | 0.500 | 3    | 6    | 1    | 3    | 1     | 0     | 0    | 4      | 1    | 0    | 1    | 0    | 0    | 2    | 0    | 0    |
| 2012 | 두산  | 0.111 | 10   | 18   | 0    | 2    | 1     | 0     | 0    | 3      | 0    | 0    | 0    | 1    | 0    | 6    | 2    | 0    |
| 통산 | 2시즌 | 0.208 | 13   | 24   | 1    | 5    | 2     | 0     | 0    | 7      | 1    | 0    | 1    | 1    | 0    | 8    | 2    | 0    |